# 特爾古捷烏彭杜歷體育會
特爾古捷烏彭杜歷體育會（羅馬尼亞語：Pandurii Târgu Jiu）是羅馬尼亞的一家足球俱樂部，主場位於特爾古日烏。球隊參加羅馬尼亞足球乙級聯賽的賽事。